# La Lucha (östra Calakmul kommun)
La Lucha är en ort i Mexiko.   Den ligger i kommunen Calakmul och delstaten Campeche, i den östra delen av landet, 1 100 km öster om huvudstaden Mexico City. La Lucha ligger 180 meter över havet och antalet invånare är 118.
Terrängen runt La Lucha är platt, och sluttar österut. Runt La Lucha är det mycket glesbefolkat, med 2 invånare per kvadratkilometer. Närmaste större samhälle är La Virgencita de la Candelaria, 14,9 km sydväst om La Lucha. I omgivningarna runt La Lucha växer i huvudsak städsegrön lövskog.